# State of Love and Trust
State of Love and Trust è una canzone dei Pearl Jam comparsa per la prima volta sulla colonna sonora del film Singles - L'amore è un gioco. Questa è una delle prime canzoni registrate con il batterista Dave Abbruzzese; nella stessa session, furono registrate anche "Breath", "Dirty Frank" e la nuova registrazione di "Even Flow". La canzone fu inclusa nella tracklist dell'album Rearviewmirror: Greatest Hits 1991-2003; tuttavia la versione del greatest hits risulta essere il mix che fu incluso nel film, non quello che fu incluso nella colonna sonora.
Quando State of Love and Trust fu eseguita all'MTV Singles Scene, il party per l'uscita del film, Eddie Vedder cantò intenzionalmente con parolacce. Brendan O'Brien per mandare in tv quelle scene, sostituì quelle parolacce con degli spezzoni della versione studio della canzone.
Esecuzioni dal vivo della canzone sono disponibili sul box-set Live at the Gorge 05/06 e su Immagine in cornice, pubblicato nel settembre 2007.

## Significato del testo
Il testo della canzone è ispirato a ciò che la visione del film Singles - L'amore è un gioco ha suscitato in Eddie Vedder. L'8 settembre 1998, nello show di East Rutherford, New Jersey il cantante introdusse la canzone dicendo "una canzone riguardo all'essere fedele".